# هدی‌مگ
هِدی‌مِگ (به مجاری:  Hegymeg) یک روستا در مجارستان است که در ناحیه ادلنی واقع شده‌است. هدی‌مگ ۵٫۷ کیلومتر مربع مساحت و ۱۰۵ نفر جمعیت دارد.